# Massularia acuminata
Massularia acuminata là một loài thực vật có hoa trong họ Thiến thảo. Loài này được (G.Don) Bullock ex Hoyle mô tả khoa học đầu tiên năm 1937.